# Tapirira mexicana
Tapirira mexicana är en sumakväxtart som beskrevs av March.. Tapirira mexicana ingår i släktet Tapirira och familjen sumakväxter. Inga underarter finns listade i Catalogue of Life.